# Dommartin-sous-Hans
Dommartin-sous-Hans  là một xã thuộc tỉnh Marne trong vùng Grand Est đông nam nước Pháp. Xã này nằm ở khu vực có độ cao trung bình 153 mét trên mực nước biển.